# Sönke Backens
Sönke Backens (* 4. Juni 1969) ist ein ehemaliger deutscher Nationalspieler in der Boulespiel-Sportart Pétanque im Deutscher Boccia-, Boule- und Pétanque-Verband e.V. Er war deutscher Damen-Bundestrainer, deutscher Meister und Teilnehmer bei Europa- und Weltmeisterschaften.

## Karriere

### Spieler
Backens spielt nach eigenen Angaben seit 1995 Boule und wurde bis 2016 mehrfach in den Nationalkader berufen. Er spielte für den SWV Homburg-Kirrberg, die PF Saarbrücken sowie für den BC Saarwellingen in der Pétanque-Bundesliga. Aktuell tritt er für den BPV Freiburg an.
Er ist Rechtshänder und spielt bevorzugt die Spielposition Pointeur und Milieu und hat Kugeln im Gewicht 690 Gramm bei 73 mm Durchmesser.
2011 war er Teilnehmer bei der Europameisterschaft sowie 2012 und 2016 bei der Weltmeisterschaft.

### Trainer
Seit 2014 ist er im Besitz der B-Trainer-Lizenz und war von Juni 2020 bis Dezember 2022 Damen-Bundestrainer. Seine Assistentin war Susanne Fleckenstein. Bei den Weltmeisterschaften der Frauen im Doublette 2022 errang das von ihm betreute Team Verena Gabe/ Eileen Jenal den 3. Platz. Sein Nachfolger wurde Rosario Italia.
Seit Mai 2025 ist er Nationaltrainer der Frauen und Männer für die 2010 gegründete Federación Mexicana de Petanca.

## Erfolge als Spieler
(Quelle)
- 2007: 3. Platz Deutsche Meisterschaft Triplette zusammen mit Hans-Joachim Neu und Sascha Löh
- 2008: Deutscher Vereinsmeister mit dem Bouleclub Saarwellingen[6]
- 2009: 3. Platz bei den deutschen Vereinsmeisterschaften mit dem Bouleclub Saarwellingen
- 2013: 3. Platz Deutsche Meisterschaft Triplette zusammen mit Till-Vincent Goetzke und Daniel Reichert
- 2014: 2. Platz Deutsche Meisterschaft Triplette zusammen mit Till-Vincent Goetzke und Mahmut Tufan
- 2016: 3. Platz Deutsche Meisterschaft Triplette zusammen mit Raphael Gharany und Tehina Anania
- 2016: 3. Platz Deutsche Meisterschaft Doublette zusammen mit Pascal Keller
- 2018: 2. Platz Deutsche Meisterschaft Doublette zusammen mit Pascal Keller
- 2019: 2. Platz Deutsche Meisterschaft Mixte zusammen mit Eileen Jenal
- 2019: 2. Platz Deutsche Meisterschaft Triplette zusammen mit Tobias Fehrenbach und Matthias Laukart
- 2022: 3. Platz Deutsche Meisterschaft Triplette zusammen mit Andreas Herrmann und Matthias Laukart
- 2024: 3. Platz Deutsche Meisterschaft Doublette zusammen mit Matthias Laukart
- 2024: 1. Platz Deutsche Meisterschaft Triplette zusammen mit Matthias Laukart und Robin Stentenbach

## Privates
Backens wohnt in Freiburg im Breisgau und betreibt als Bouletrainer eine Bouleschule.
Er studierte an der Universität des Saarlandes Medizin und an der Albert-Ludwigs-Universität Freiburg Instructional Design/ Bildungsplanung/ Psychologie und ist langjähriger Dozent in den Fächern Anatomie und Physiologie.